# آندره تشینه
آندره تشینه (فرانسوی: André Téchiné‎؛ زادهٔ ۱۳ مارس ۱۹۴۳) فیلم‌نامه‌نویس و کارگردان با سابقه سینمای فرانسه است.
در سال ۱۹۹۳، با فیلم فصل دلخواه من نام تشینه بر سر زبان‌ها افتاد. وی در سال ۱۹۸۵ با فیلم قرار ملاقات برنده جایزه بهترین کارگردانی از جشنواره فیلم کن شد.

## فیلم‌شناسی
- پائولینا می‌رود (۱۹۶۹)
- خاطرات فرانسه (۱۹۷۵)
- باروکو (۱۹۷۶)
- خواهران برونته (۱۹۷۹)
- هتل آمریکایی (۱۹۸۱)
- ماده (۱۹۸۳)
- قرار ملاقات (۱۹۸۵)
- صحنه جرم (۱۹۸۶)
- بیگانگان (۱۹۸۷)
- من بوسه نیستم (۱۹۹۱)
- فصل دلخواه من(۱۹۹۳)
- نیزار وحشی (۱۹۹۴)
- دزدی‌ها (۱۹۹۶)
- آلیس و مارتین (۱۹۹۸)
- دور (۲۰۰۱)
- منحرف (۲۰۰۳)
- تغییر زمان (۲۰۰۴)
- شاهدان (۲۰۰۷)
- دختری در قطار (۲۰۰۹)
- نابخشودنی (۲۰۱۱)
- مردی که خیلی دوستش داشتیم (۲۰۱۴)
- ۱۷ ساله بودن (۲۰۱۶)
- سال‌های طلایی (۲۰۱۷)